# 7031 Kazumiyoshioka
7031 Kazumiyoshioka eller 1994 UU är en asteroid i huvudbältet som upptäcktes den 31 oktober 1994 av de båda japanska astronomerna Takeshi Urata och Yoshisada Shimizu vid Nachi-Katsuura-observatoriet. Den är uppkallad efter amatörastronomen Kazumi Yoshioka.
Asteroiden har en diameter på ungefär 3 kilometer och den tillhör asteroidgruppen Levin.